# Кудринка (Калининградская область)
Кудринка— посёлок в Зеленоградском районе Калининградской области. До 2016 года входил в состав Ковровского сельского поселения.

## Население
| 2002 | 2010 |
| ---- | ---- |
| 35   | ↘26  |

## История
Бакельн до 1946 года